# Лебедь-шипун
Ле́бедь-шипу́н (лат. Cygnus olor) — птица из семейства утиных.

## Общая характеристика
У лебедей очень длинная шея, вытянутое туловище, тело и голова средней величины с оранжево-красным клювом, у основания которого есть характерный чёрный нарост. Шипуном назван из-за звука, издаваемого при раздражении. В длину может достигать 180 см, масса самок 5,5—6 кг, самцов 8—13 кг (отдельные особи могут весить до 22,5 кг). Размах крыльев лебедя-шипуна около 240 см.

## Распространение
Лебедь-шипун обитает в северной части Европы и Азии. Всюду довольно редок. Однако при помощи человека этот вид лебедей успешно прижился в Северной Америке, Южной Африке, Австралии.
Редкий вид птиц. Исчез на территории Беларуси в конце XIX — начале XX вв. в результате истребления. Появление и восстановление птиц связано с их расселением из Литвы и Польши.
В 2017 году ТюмГУ зафиксировал расширение ареала лебедя-шипуна до арктического побережья.

## Образ жизни
По образу жизни шипун во многом сходен с кликуном. Населяет заросшие водной растительностью водоёмы — лиманы, озёра, иногда болота. Плавая, шипун часто изгибает шею в форме латинской буквы «S», а крылья иногда приподнимает, поэтому его легко отличить от других лебедей по характерному силуэту.

### Питание

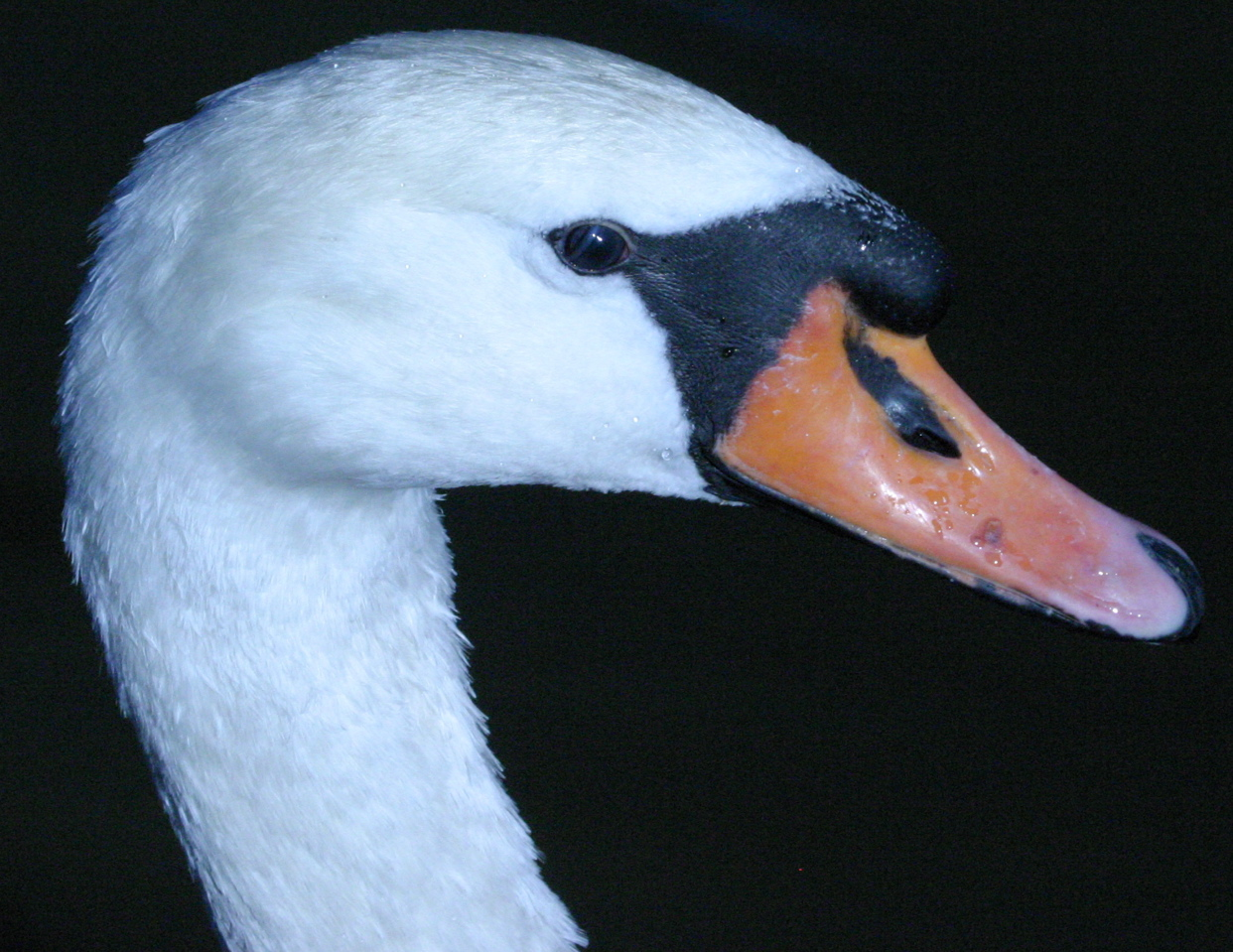
Характерный нарост у основания клюва

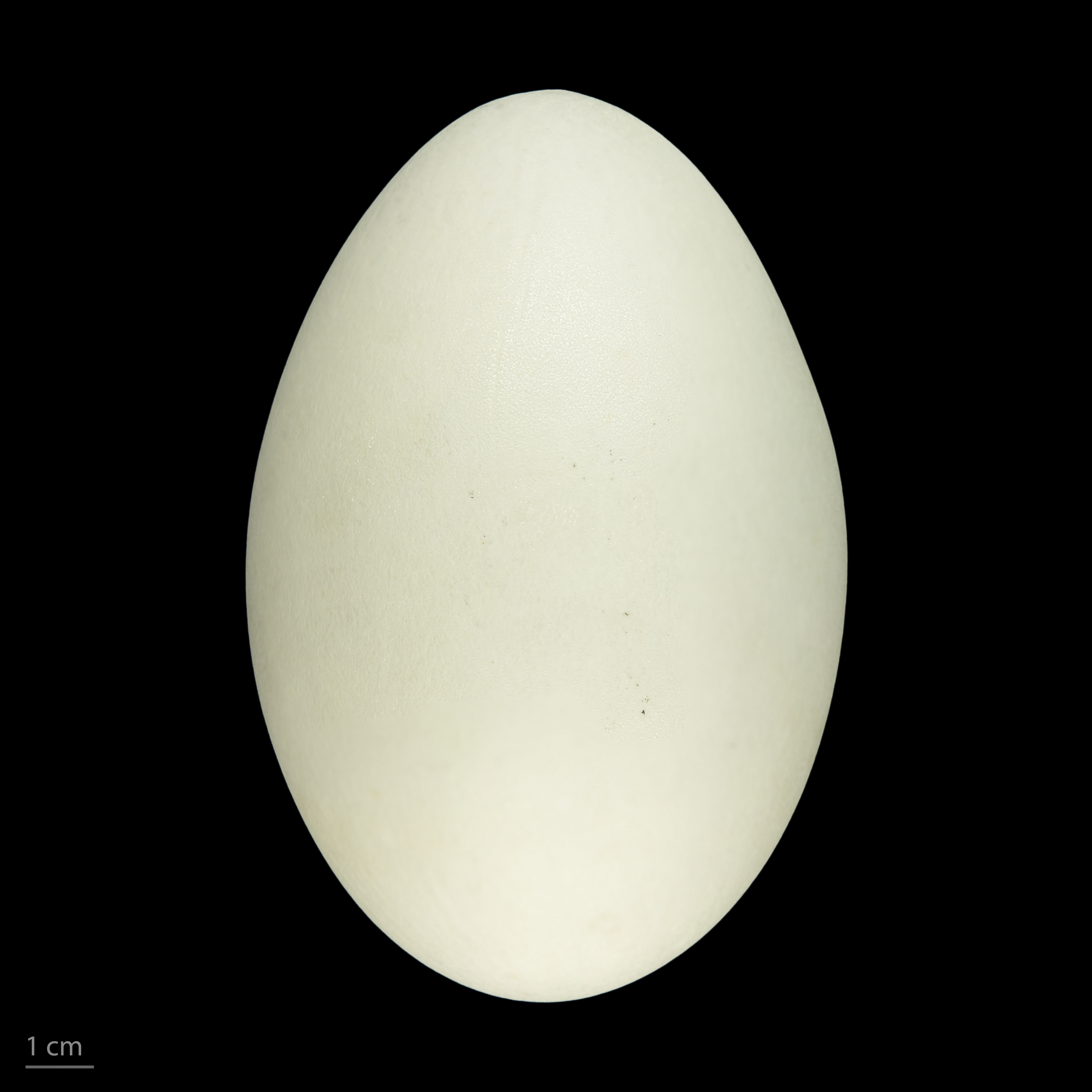
Яйцо Cygnus olor — Тулузский музей

Основной корм — водные растения и находящиеся в них мелкие животные (моллюски, водяные ослики). Находясь на поверхности воды, птица способна достигать клювом глубины 70—90 см. На суше лебедь питается травой и злаками. В период линьки взрослые птицы съедают до 4 кг водных растений.

### Размножение
Лебедь-шипун образует пожизненные моногамные пары. Птицы впервые гнездятся на третьем или четвёртом году жизни на суше у воды, в тростниках на мелких озёрах или на затонах больших рек вдалеке от человеческого жилья. В сезон гнездования, который начинается в марте, самцы становятся агрессивными и защищают свою территорию, издавая шипящие звуки. В кладке 5—8 яиц грязного жёлто-бурого цвета. Инкубационный период длится 35—38 дней. Насиживает в основном самка. Вылупившиеся птенцы весят примерно 220 г. Оба родителя заботятся о выводке в течение четырёх-пяти месяцев. Птенцы всюду следуют со своей матерью, находясь у неё на спине. Это помогает защититься им, среди прочего, от больших щук. В возрасте от 120 до 150 дней птенцы становятся самостоятельными.
Продолжительность жизни птиц может составлять 28 лет.

## Лебедь-шипун и человек
Охота на лебедей в СССР была полностью запрещена в 1960-х годах. С тех пор наблюдается постоянный рост численности лебедей в результате охраны и подкормки людьми. Шипун легко приживается в неволе и полуневоле, часто содержится на водоёмах городских парков, садов, различных санаториев как декоративная птица.
Лебедь-шипун — национальная птица Дании.

## Природоохранный статус
Вид занесён в Красные книги Башкортостана, Свердловской, Ульяновской, Самарской, Челябинской, Пензенской и Нижегородской областей, а также Кировской области. Лебедь-шипун исключён из новой редакции Красной книги Беларуси.

## Галерея

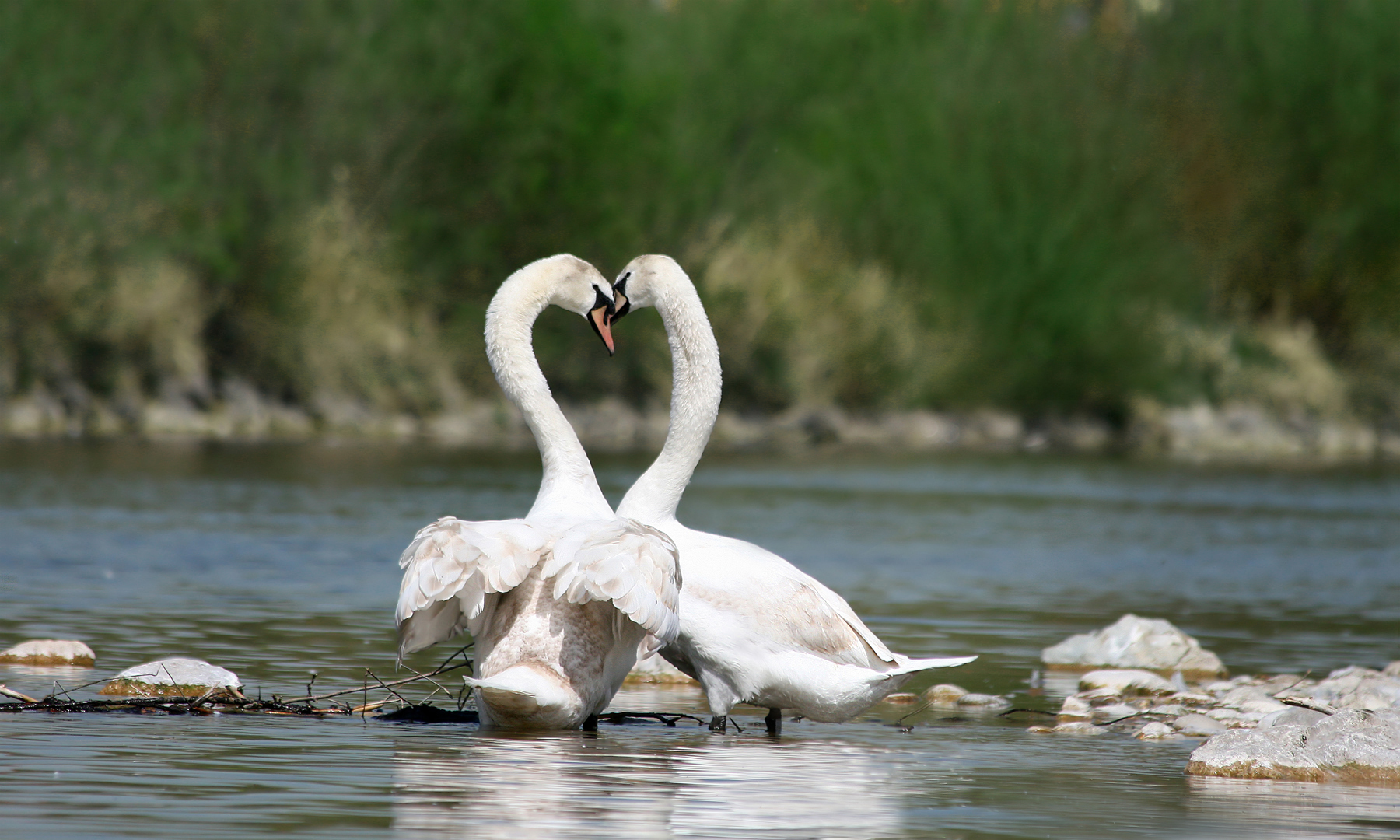
Два лебедя-шипуна
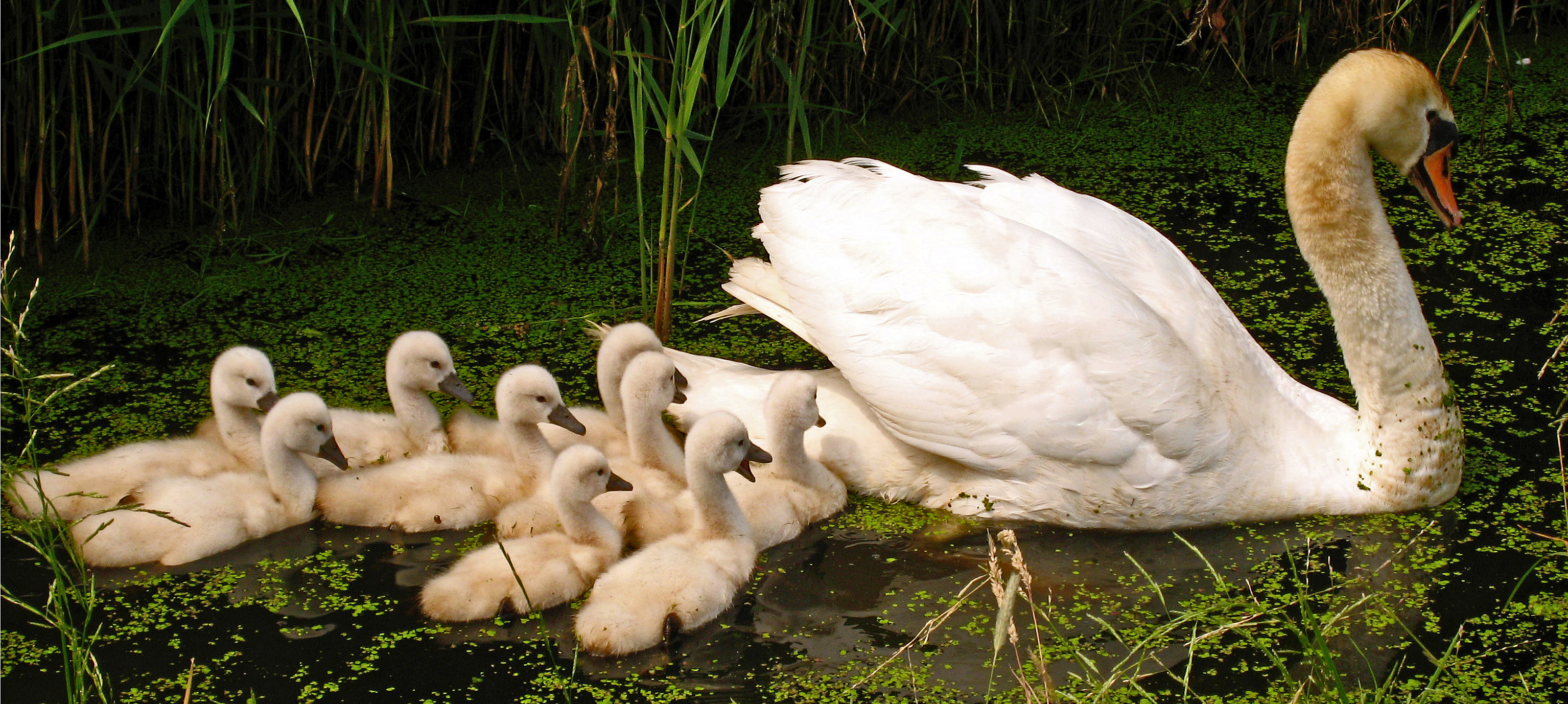
Самка лебедя-шипуна и девять птенцов
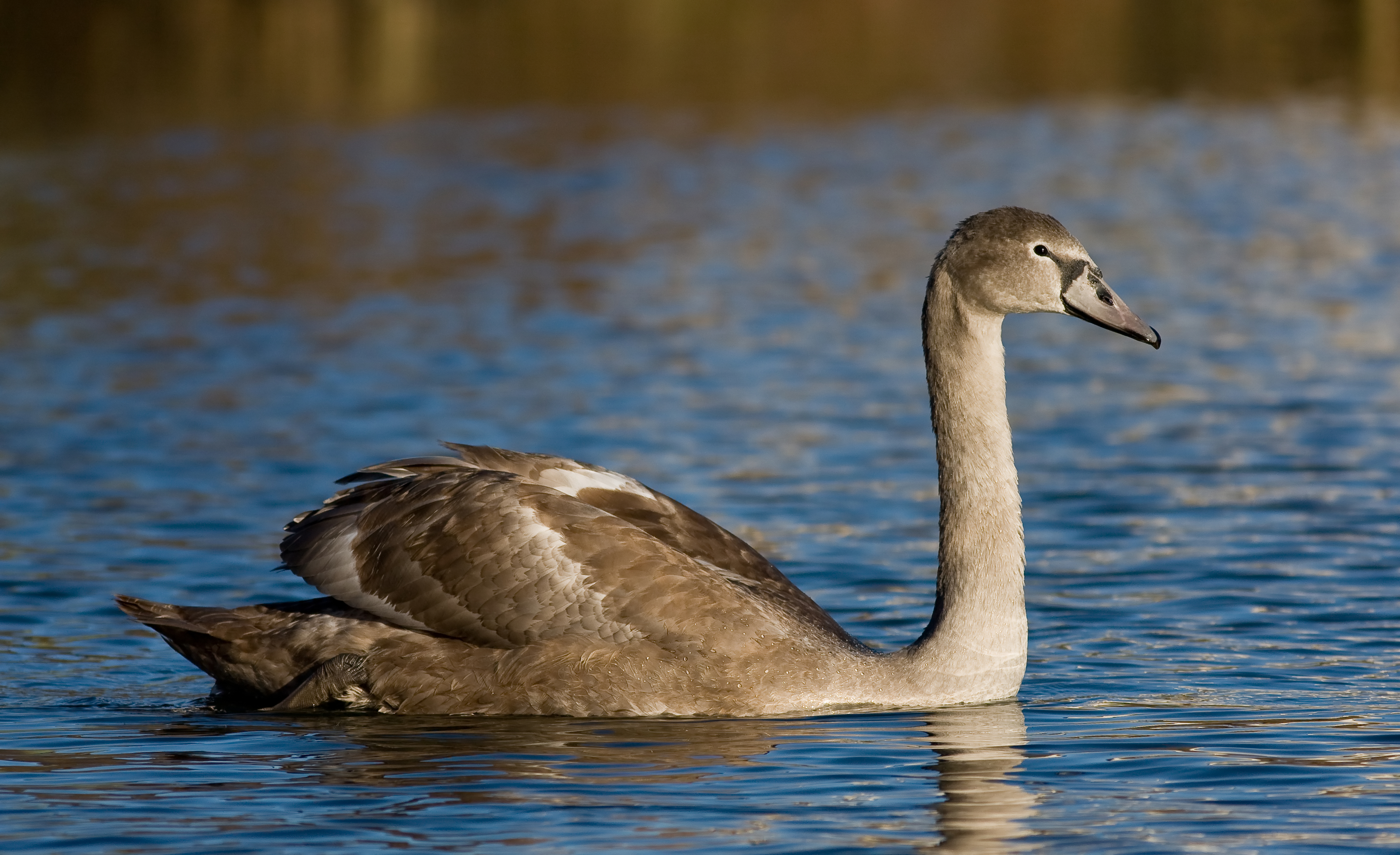
Молодой лебедь-шипун близ Хельсинки (Финляндия)
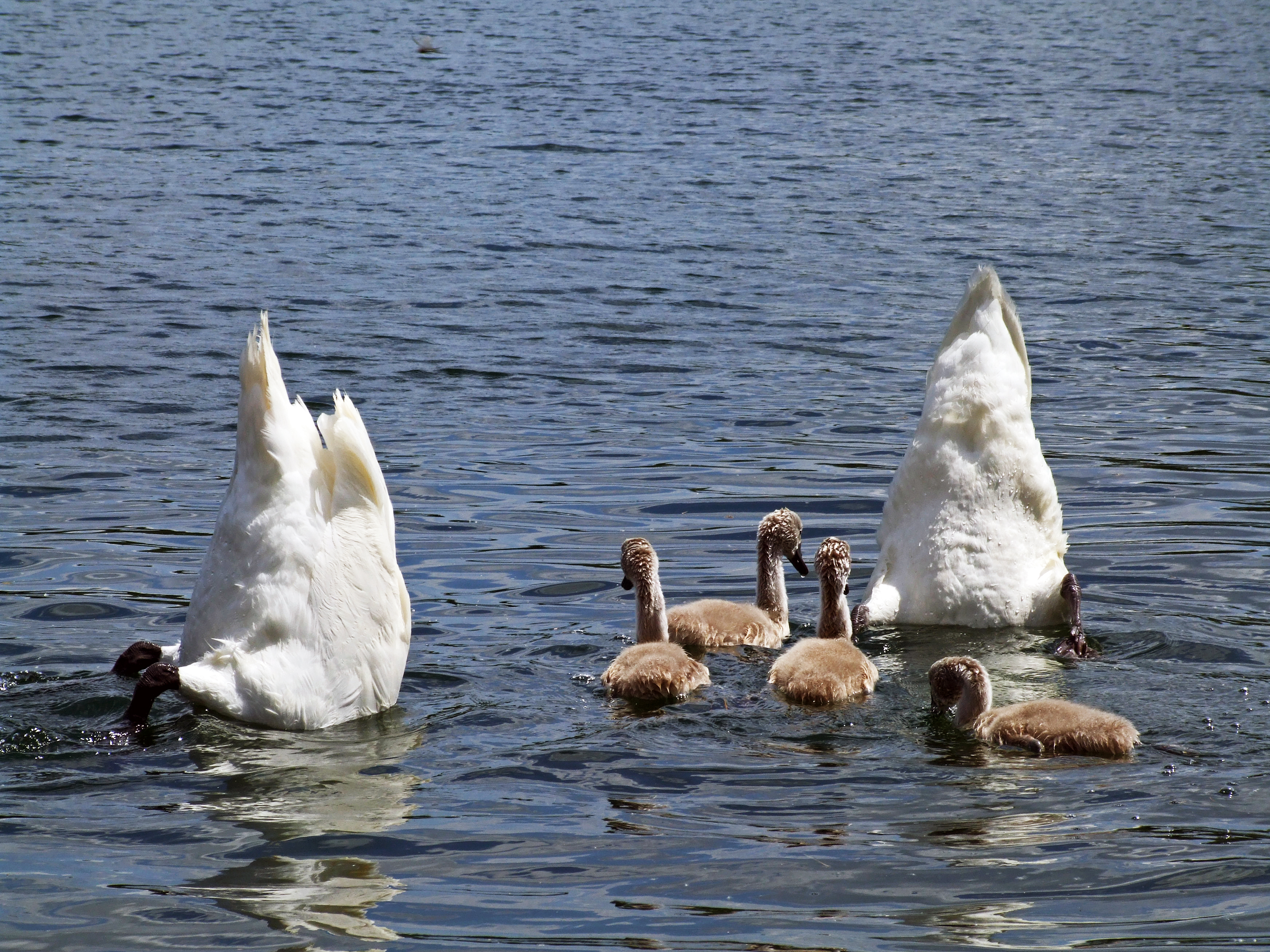
Лебединая пара
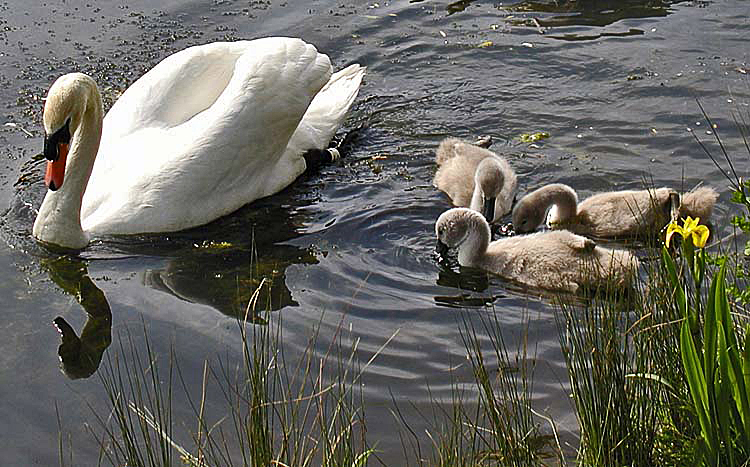
Лебедь-шипун с птенцами
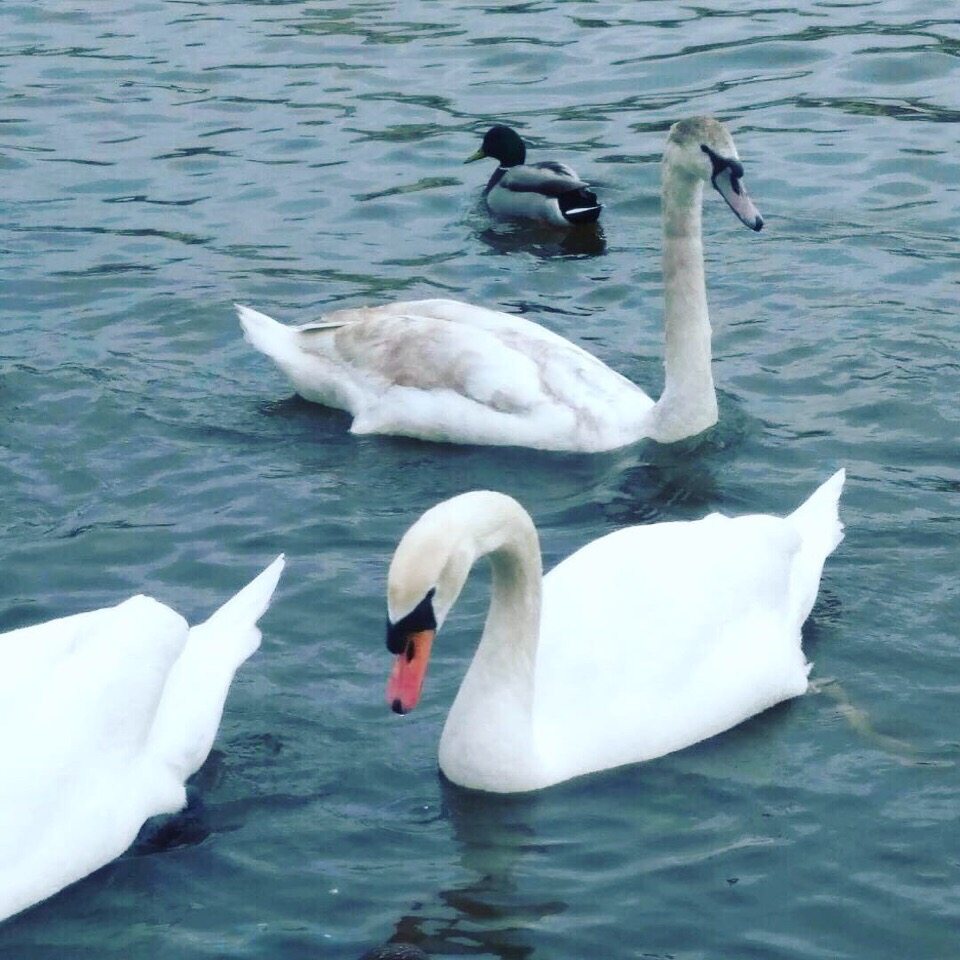
Лебеди-шипуны на Оронгойском озере, Бурятия
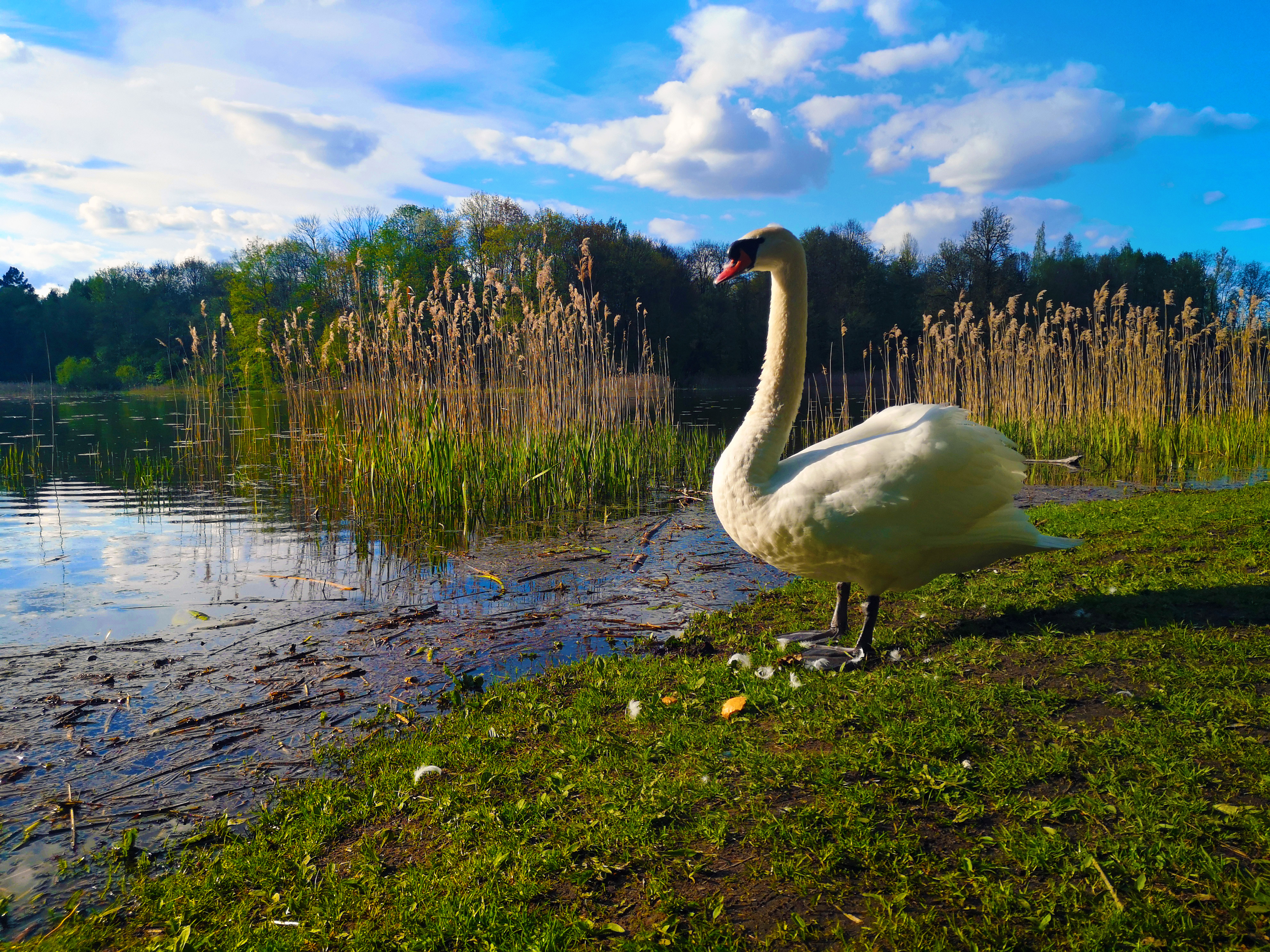
Лебедь шипун, Вильнюс, Литва
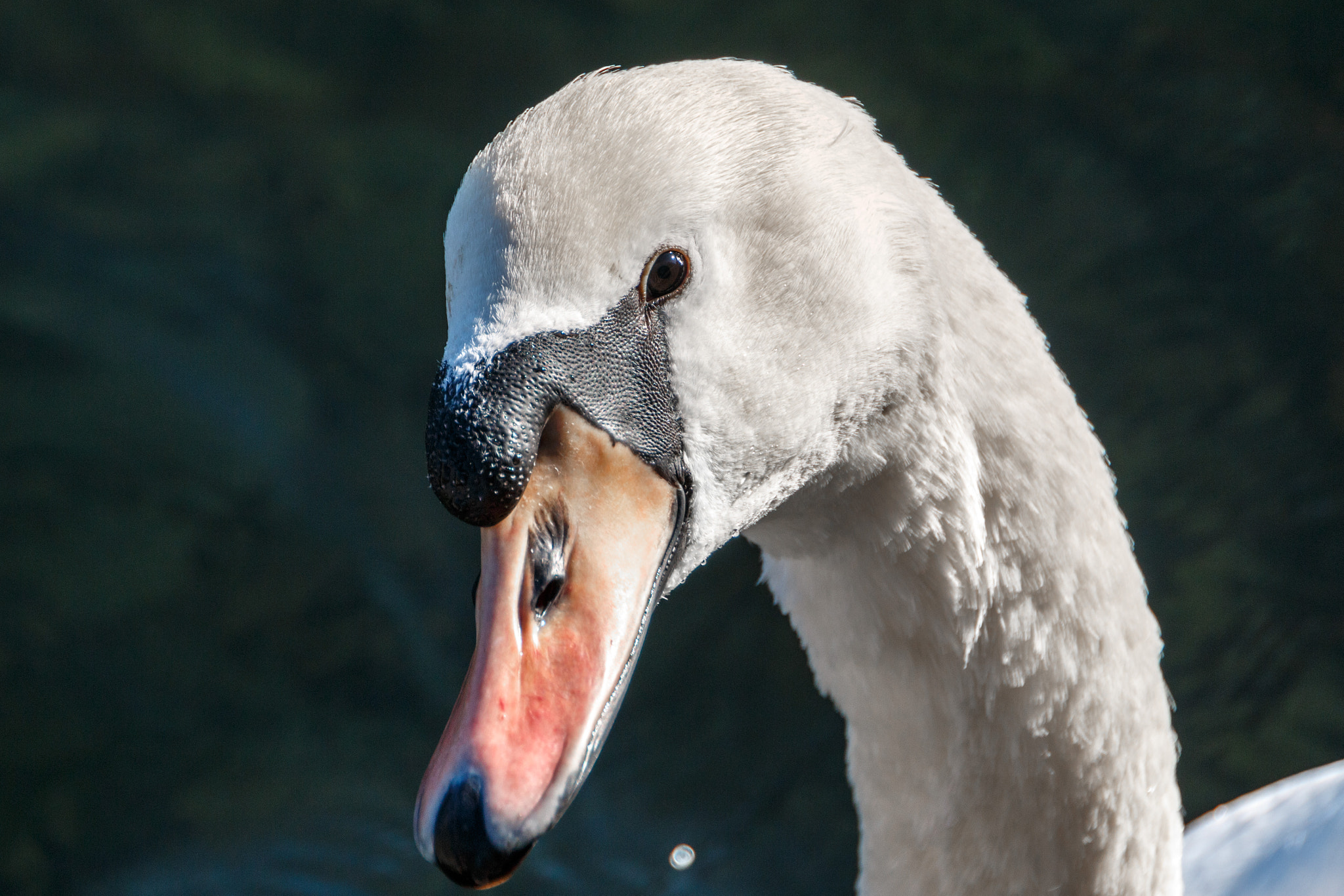
Лебедь шипун

## Иное
В 2020 году утвержден официальный природный символ Докшицкого района Витебской области Беларуси — Лебедь-шипун.